# داره فرسيك
داره فرسيك (بالإيطالية: Dare vršič)‏ هو لاعب كرة قدم سلوفيني ولاعب خط وسط كوبر.

## المهنة
لاعب كرة قدم لخط الوسط

### المشاركات الوطنية
ظهر لأول مرة مع المنتخب السلوفيني في 2 يونيو 2007 ضد رومانيا، في مباراة صالحة لنهائيات بطولة أوروبا لكرة القدم عام 2008، وتولى جوران تشوكالو في الدقائق الأخيرة وسجل هدف عديمة الفائدة 1-2. منذ ذلك الحين وحتى عام 2013، شارك في 13 مباراة للفريق الوطني، وسجل ثلاثة أهداف.

## الإنجازات

### النادي

#### المسابقات الوطنية
- Campionato slovacco: 1

زيلينا: 2006-2007
- Coppa di Slovenia: 2

سيلجي: 2004-2005
ماريبور: 2015-2016
- Campionato sloveno: 4

NK Koper: 2009-2010
ماريبور: 2014-2015، 2016-2017، 2018-2019
- Supercoppa di Slovenia: 1

ماريبور: 2014

## روابط خارجية
- داره فرسيك على موقع الاتحاد الأوربي (الإنجليزية)
- داره فرسيك على موقع قاعدة بيانات كرة القدم.إي يو (الإنجليزية)
- داره فرسيك على موقع ناشيونال فوتبول تيمز (الإنجليزية)
- داره فرسيك على موقع Soccerway.com (الإنجليزية)
- داره فرسيك على موقع عالم كرة القدم.نت (الإنجليزية)
- داره فرسيك على موقع AS.com (الإسبانية)